# سابين لوبو
سابين لوبو (بالرومانية: Sabin Lupu)‏ هو لاعب كرة قدم روماني في مركز الوسط، ولد في 14 مارس 1993 في Filiași ‏ في رومانيا. لعب مع بوليتنيكا تيميشوارا وسي إس باندوري تارغو جيو ويونيفرسيتاتيا كرايوفا.

## وصلات خارجية
- سابين لوبو على موقع قاعدة بيانات كرة القدم.إي يو (الإنجليزية)
- سابين لوبو على موقع Soccerway.com (الإنجليزية)